# Jane Sourza
Jane Sourza (1 de diciembre de 1902 - 3 de junio de 1969) fue una actriz y presentadora radiofónica de nacionalidad francesa.

## Biografía
Su verdadero nombre era Jeanne Élise Sourzat, y nació en París, Francia. De padre herrero y madre lavandera, pasó su infancia en Montmartre, París. Tras la escuela primaria, una pequeña formación en arte dramático y cursos de declamación en la Comédie-Française,  comenzó a actuar en cafés-conciertos parisinos como La lune rousse, el Théâtre du Coucou o el Deux ânes, con un cierto éxito y, a continuación, ingresó en el Théâtre Cluny. En la época en que trabajó en el Coucou conoció a Raymond Souplex, iniciando una relación profesional que duró más de treinta años. Con él colaboró también en la radio, en la popular emisión Sur le banc. 
Su carrera cinematográfica comenzó en 1933, debutando con dos cortometrajes hablados. En 1938 fue una patrona en Mon curé chez les riches, de Jean Boyer ; en 1939 rodó La famille Duraton, de Christian Stengel, con Noël-Noël y Jules Berry, y actuó en 1940 en Les surprises de la radio. 
Bajo la ocupación alemana y tras la Liberación, Jane Sourza continuó actuando en el Teatro des Deux Ânes. Sin embargo, en ese período solo rodó una película, aunque intervino asiduamente en Radio París. Durante la guerra , y junto a otros artistas franceses, participó en una gira por diversas plantas del Tercer Reich, en las cuales trabajaban numerosos franceses del Servicio del Trabajo Obligatorio (STO), siendo por ello vetada a trabajar durante un año tras el armisticio. 
En 1946 se casó con Léon Nicolas, un restaurador del sur de Francia. 
A partir de entonces presentó en RTL el programa radiofónico, que se versionó en el cine, Sur le banc, en 1954. Al mismo tiempo presentaba La Joie de vivre en Radio-Alger.
Sourza volvió al escenario para actuar en obras de teatro, y también en operetas junto a Luis Mariano, algunas de ellas adaptadas al cine por André Berthomieu.
También actuó en la televisión, rodando en 1969 la adaptación de la pieza La Perruche et le Poulet, en la cual dio réplica a su fiel compañero artístico, Raymond Souplex.
Jane Sourza falleció en París, Francia, en 1969, a los 67 años de edad. Fue enterrada en el cementerio de Saint-Ouen.

## Filmografía
- 1932 : Paradis d'amour, de Maurice Windrow, con Roméo Carlès
- 1933 : Deux Picon-Grenadine, de Pierre-Jean Ducis, con René Dorin
- 1938 : Mon curé chez les riches, de Jean Boyer, con Bach
- 1939 : La famille Duraton, de Christian Stengel
- 1940 : Les surprises de la radio, de Marcel Aboulker, con Claude Dauphin, Pierre Dac y Jean Marsac
- 1941 : Ici l'on pêche, de René Jayet, con Jean Tranchant
- 1948 : Bonjour le monde, de Jean-Jacques Mehu, con Raymond Souplex
- 1950 : Le Don d'Adèle, de Émile Couzinet, con Marcel Vallée
- 1950 : Le gang des tractions-arrière, de Jean Loubignac, con Jean Parédès
- 1951 : Piédalu à Paris, de Jean Loubignac, con Ded Rysel
- 1952 : L'Île aux femmes nues, de Henri Lepage, con Armand Bernard
- 1952 : Coiffeur pour dames, de Jean Boyer, con Fernandel
- 1953 : J'y suis, j'y reste, de Maurice Labro, con Robert Pizani
- 1953 : La rafle est pour ce soir, de Maurice Dekobra, con Jean Tissier
- 1954 : Sur le banc, de Robert Vernay, con Raymond Souplex
- 1954 : Fantaisie d'un jour, de Pierre Cardinal, con Yves Deniaud
- 1955 : Quatre jours à Paris, de André Berthomieu, con Luis Mariano
- 1955 : Les carottes sont cuites, de Robert Vernay, con Raymond Souplex
- 1955 : Coup dur chez les mous, de Jean Loubignac, con Raymond Souplex
- 1955 : Les Duraton, de André Berthomieu, con Ded Rysel
- 1956 : A la Jamaïque, de André Berthomieu, con Luis Mariano
- 1956 : Bébés à gogo, de Paul Mesnier, con Raymond Souplex y Louis de Funès
- 1956 : Cinq millions comptant, de André Berthomieu, con Ded Rysel
- 1957 : C'est arrivé à 36 chandelles, de Henri Diamant-Berger, con Gabriello
- 1959 : Messieurs les ronds-de-cuir, de Henri Diamant-Berger, con Pierre Brasseur
- 1964 : Pierrots des Alouettes, de Henri Spade
- 1966 : Les Combinards, de Jean-Claude Roy, con Darry Cowl
- 1966 : Quand épousez-vous ma femme ?
- 1969 : Au théâtre ce soir : La Perruche et le Poulet de Robert Thomas, escenografía del autor, dirección de Pierre Sabbagh, Teatro Marigny

## Teatro
- 1947 : Et vive la liberté, de Jean de Létraz, escenografía del autor, Théâtre des Variétés
- 1954 : À la Jamaïque, de Francis Lopez y Raymond Vincy, escenografía de Fred Pasquali, Teatro de la Porte Saint-Martin
- 1957 : À la Jamaïque, de Francis Lopez y Raymond Vincy, escenografía de Fred Pasquali, Teatro des Célestins
- 1958 : La Saint Valentin, de Raymond Vincy, escenografía de Alfred Pasquali, Teatro des Célestins
- 1960 : Madame Sans Gêne, de Victorien Sardou y Émile Moreau, escenografía de Fred Pasquali, Teatro del Ambigu-Comique
- 1961 : Le Petit bouchon, de Michel André, escenografía de Jacques Mauclair, Théâtre des Variétés
- 1962 : Bichon, de Jean de Letraz, escenografía de Jean Meyer, Teatro Édouard VII
- 1963 : Bonsoir Madame Pinson, de Arthur Lovegrove, adaptación de André Gillois y Max Régnier, escenografía de Jean-Paul Cisife, Teatro de la Porte Saint-Martin
- 1966 : La Perruche et le Poulet, de Robert Thomas a partir de Jack Popplewell, escenografía del autor, Teatro del Vaudeville
- 1968 : La Perruche et le Poulet, de Robert Thomas, escenografía del autor, Teatro des Nouveautés